# Kapozha
Kapozha (Kaposia) /=light-footed/, jedna od bandi Mdewakanton Indijanaca koji su sezonski lutali u kraju između Mississippija i današnjeg St.Paula. Vođe ovih Indijanaca generacijama su nazivani Taoyateduta (Little Crow), a njihova sezonska sela, prema imenu bande nazivana su Kaposia. Jedna od takvih lokacija na kojima se nalazila Kaposia je prirodno utočište Bruce Vento u Minnesoti. 